# Ángel Norberto Coerezza
Ángel Norberto Coerezza (Buenos Aires, 1933. október 24. –) argentin nemzetközi labdarúgó-játékvezető. Teljes neve: Ángel Norberto Coerezza.

## Pályafutása

### Nemzeti játékvezetés
A játékvezetői vizsgát 1953-ban tette le. A küldési gyakorlat szerint rendszeres partbírói tevékenységet is végzett. Az I. Liga játékvezetőjeként 1978-ban vonult vissza.

### Nemzetközi játékvezetés
Az Argentin labdarúgó-szövetség Játékvezető Bizottsága (JB) terjesztette fel nemzetközi játékvezetőnek, a Nemzetközi Labdarúgó-szövetség (FIFA) 1963-tól tartotta tartja nyilván bírói keretében. A FIFA JB központi nyelvei közül a spanyolt és az angolt beszéli. Több nemzetek közötti válogatott és klubmérkőzést vezetett, vagy működő társának partbíróként segített. Az argentin nemzetközi játékvezetők rangsorában, a világbajnokság-Európa-bajnokság sorrendjében többedmagával a 4. helyet foglalja el 3 találkozó szolgálatával. Az aktív nemzetközi játékvezetéstől 1978-ban búcsúzott. Válogatott mérkőzéseinek száma (1970): "A" minősítés: 5

#### Labdarúgó-világbajnokság
A világbajnoki döntőhöz vezető úton Mexikóba a IX., az 1970-es labdarúgó-világbajnokságra és Argentínába a XI., az 1978-as labdarúgó-világbajnokságra a FIFA JB bíróként alkalmazta. A FIFA JB elvárásának megfelelően, ha nem vezetett, akkor valamelyik működő társának asszisztált. 1970-ben egy, 1978-ban kettő csoportmérkőzésen egyes számú besorolást kapott, játékvezetői sérülés esetén továbbvezethette volna a találkozót. 1970-ben a döntőben Rudolf Glöckner játékvezető második számú partbírója volt. Világbajnokságon vezetett mérkőzéseinek száma: 3 + 4 (partbíró).

##### 1970-es labdarúgó-világbajnokság

###### Világbajnoki mérkőzés
| Időpont          | Helyszín                    | Mérkőzés típusa              | Mérkőzés       | Eredmény | Nézők száma |
| ---------------- | --------------------------- | ---------------------------- | -------------- | -------- | ----------- |
| 1970. június 11. | Azteca Stadion, Mexikóváros | csoportmérkőzés (1. csoport) | Mexikó–Belgium | 1 : 0    | 105 000     |
| 1970. június 14. | Nou Camp Stadion, León      | egyik negyeddöntő            | NSZK–Anglia    | 3 : 2    | 23 357      |

##### 1978-as labdarúgó-világbajnokság

###### Selejtező mérkőzés
| Időpont          | Helyszín                       | Mérkőzés típusa           | Mérkőzés          | Eredmény | Nézők száma |
| ---------------- | ------------------------------ | ------------------------- | ----------------- | -------- | ----------- |
| 1977. március 9. | Városi Stadion, Rio de Janeiro | előselejtező (1. csoport) | Brazília–Kolumbia | 6 : 0    |             |

###### Világbajnoki mérkőzés
| Időpont         | Helyszín                         | Mérkőzés típusa              | Mérkőzés                    | Eredmény | Nézők száma |
| --------------- | -------------------------------- | ---------------------------- | --------------------------- | -------- | ----------- |
| 1978. június 1. | Monumental Stadion, Buenos Aires | csoportmérkőzés (2. csoport) | Franciaország–Lengyelország | 0 : 0    | 67 579      |

#### Olimpiai játékok
Az 1976. évi nyári olimpiai játékok labdarúgó tornáján a FIFA JB bíróként foglalkoztatta.

##### 1976. évi nyári olimpiai játékok
| Időpont          | Helyszín                       | Mérkőzés típusa              | Mérkőzés             | Eredmény | Nézők száma |
| ---------------- | ------------------------------ | ---------------------------- | -------------------- | -------- | ----------- |
| 1976. július 19. | Lansdowne Park Stadion, Ottawa | csoportmérkőzés (B. csoport) | Franciaország–Mexikó | 4 : 1    | 14 286      |